# دونالد ماكسويل
دونالد ماكسويل (بالإنجليزية: Donald Maxwell) (1877 - 1936 م) هو كاتب ومصور بريطاني.
سافر إلى الهند والمشرق وغيرها ورسم له صورا كثيرة. حصدت بعض صوره 840 جنيه استرليني عام 2005 م.